# Brynolf Honkasalo
Brynolf Honkasalo, född 1 april 1889 i Orivesi, död 30 november 1973 i Helsingfors, var en finländsk jurist.
Honkasalo blev juris utriusque doktor 1928. Efter verksamhet som länsman, kronofogde och advokat var han 1936–1958 professor i straffrätt vid Helsingfors universitet.
Honkasalo deltog i arbetet på en förnyelse av straffrätten som ordförande eller medlem i ett flertal kommissioner och verkade för att främja det nordiska samarbetet främst på den praktiska kriminalpolitikens område. Han utvecklade ett betydande juridiskt författarskap, som bland annat omfattade ett stort arbete om straffrätten i Finland, Suomen rikosoikeus (6 band, 1948–1964), de straffrättsteoretiska undersökningarna Kansallisuuskysymys rikosoikeudessa (1933) och Nulla poena sine lege (1937) samt memoarverket Elämä antaa ja ottaa (1967). 

## Utmärkelser
- Kommendörstecknet av Finlands Vita Ros’ orden,  1948[2]
- Kommendör av Nordstjärneorden,  1951[2]
- Hederstecknet för mänsklig barmhärtighet[2]
- Frihetskrigets minnesmedalj[2]
- Vinterkrigets minnesmedalj[2]

[Redigera Wikidata]